# Преображенська сільська територіальна громада
Преображенська сільська територіальна громада — територіальна громада в Україні, у Пологівському районі Запорізької області. Адміністративний центр — село Преображенка.
Площа громади — 367,14 км², населення — 5520 мешканців (2020).

## Історія
Утворена в рамках адміністративно-територіальної реформи 2015 року. До складу громади увійшли Вільнянська, Микільська, Новоселівська, Омельницька та Преображенська сільські ради Оріхівського району, які 6 серпня 2015 року ухвалили рішення про добровільне об'єднання громад. 27 серпня 2015 року громада затверджена рішенням Запорізької обласної ради.
19 липня 2020 року, в результаті адміністративно-територіальної реформи та ліквідації Оріхівського району, громада увійшла до складу Пологівського району.

## Населені пункти
До складу громади входять 15 сіл:
| Населений пункт | Кількість, осіб (2001) |
| --------------- | ---------------------- |
| Василівське     | 172                    |
| Васинівка       | 161                    |
| Вільнянка       | 232                    |
| Єгорівка        | 226                    |
| Микільське      | 323                    |
| Новоселівка     | 540                    |
| Новосолошине    | 136                    |
| Омельник        | 573                    |
| Преображенка    | 3710                   |
| Свобода         | 76                     |
| Сонячне         | 273                    |
| Тимошівка       | 77                     |
| Червона Криниця | 124                    |
| Червоний Яр     | 111                    |
| Широке          | 121                    |